# Latvijas PSR čempionāts futbolā 1972
L'edizione 1972 del massimo campionato di calcio lettone fu la 28ª come competizione della Repubblica Socialista Sovietica Lettone; il titolo fu vinto dallo Jurnieks Riga, giunto al suo primo titolo.

## Formula
Il campionato era formato da tredici squadre che si incontrarono in gare di andata e ritorno per un totale di 26 turni e 24 incontri per squadra; erano assegnati due punti alla vittoria, un punto al pareggio e zero per la sconfitta.

## Classifica finale
|                        | Pos. | Squadra             | Pt | G  | V  | N  | P  | GF | GS | DR  |
| ---------------------- | ---- | ------------------- | -- | -- | -- | -- | -- | -- | -- | --- |
| RSS Lettone (bandiera) | 1.   | Jūrnieks            | 37 | 24 | 16 | 5  | 3  | 34 | 11 | +23 |
|                        | 2.   | VEF Riga            | 34 | 24 | 14 | 6  | 4  | 57 | 18 | +39 |
|                        | 3.   | Enerģija Rīga       | 33 | 24 | 13 | 7  | 4  | 31 | 10 | +21 |
|                        | 4.   | Lielupe Jurmala     | 32 | 24 | 13 | 6  | 5  | 41 | 24 | +17 |
|                        | 5.   | Elektrons Rīga      | 26 | 24 | 8  | 10 | 6  | 29 | 19 | +10 |
|                        | 6.   | Pilots Riga         | 24 | 24 | 7  | 10 | 7  | 20 | 22 | -2  |
|                        | 7.   | Venta               | 24 | 24 | 9  | 6  | 9  | 31 | 37 | -6  |
|                        | 8.   | Ogre TK             | 20 | 24 | 5  | 10 | 9  | 17 | 23 | -6  |
|                        | 9.   | Sarkanais Metalurgs | 19 | 24 | 8  | 3  | 13 | 28 | 39 | -11 |
|                        | 10.  | Radiotehnikis Riga  | 19 | 24 | 6  | 7  | 11 | 22 | 34 | -12 |
|                        | 11.  | Starts              | 18 | 24 | 5  | 8  | 11 | 27 | 35 | -8  |
|                        | 12.  | Daugava Daugavpils  | 17 | 24 | 6  | 5  | 13 | 19 | 32 | -13 |
|                        | 13.  | Ausma Rezekne       | 9  | 24 | 3  | 3  | 18 | 14 | 66 | -52 |